# 塚越孝
塚越 孝（つかごし たかし、1955年〈昭和30年〉3月20日 - 2012年〈平成24年〉6月26日）はフジテレビ、ニッポン放送に所属していた元アナウンサー。
晩年は千葉大学国際教育センター客員教授、専修大学経済学部兼任講師（マスメディア論・ジャーナリズム論）、神奈川県横浜市経営諮問委員を務めた。

## 経歴
神奈川県川崎市中原区出身。川崎市立橘高等学校を経て、日本大学藝術学部放送学科卒業。1977年（昭和52年）4月、ニッポン放送にアナウンサーとして入社。同期のアナウンサーに栗村智がいる。
2002年（平成14年）に一旦休職するが、のちに報道部記者の扱いで復帰し、このあと制作部アナウンサールーム所属に戻った。休職の経緯については諸説あるが明らかになっていない。
2006年（平成18年）4月、ニッポン放送再編に伴い、塚越ら11名のアナウンサーを含む47名がフジテレビに移籍し、塚越はアナウンス室専任部長に就任した。この再編はライブドアによる買収騒動が発端となっており、イベント等の自己紹介では「ライブドア問題で移籍した」とを話すのが恒例となっていた。しかし、人員過剰となったアナウンス室では、移籍組に仕事が与えられないという事態が恒常化していった。
5年後、アナウンス室から事業畑に異動となり、クリエイティブ事業局クリエイティブ事業推進センタークリエイティブ事業営業部プロデューサー（部長職）に就いたが、引き続き、動画配信サイト『見参楽』には進行役として出演した。
2012年6月26日、フジテレビ本社のトイレ内で自殺と報道された。57歳没。
死去する一週間前、親しい番組関係者に「結局、ニッポン放送から移った11名のうち、8名が飛ばされた。アナウンサーはアナウンサーじゃないと生きていけない。マイクを奪われたら本当に辛い」と話したという。

## 人物
放送をスタートして間もなかった『オールナイトニッポン』のリスナーとして少年時代を過ごし（オールナイトニッポンは1967年10月のスタート第1週を聴いている）、中学生の頃には漠然とアナウンサーを志望するようになった。オールナイトニッポンの会報「ビバヤング会報」も愛読し、同番組のイベント「ビバヤング例会」にも顔を出した。
古今亭志ん生が究極の目標とし、高校時代には落語研究部に入部（その時の高座名は「粗忽家助平（そこつや すけべい）」）。のちに、高田文夫とともに新宿末廣亭の高座に上がった。晩年には読売新聞で落語評を書いた。
大学に進学してからも、しばらくは落語研究会に籍を置いていたが、間もなくして放送研究会と学内紙日本大学新聞社の編集部に転部。日本大学新聞社においては漫画やイラストの多用を行い、それまで固かったイメージの内容を変えたといわれる。また、大学の同級生に当時キャンディーズのメンバーであった伊藤蘭がいたことから、キャンディーズ解散直後にスタートした『塚越孝のオールナイトニッポン』ではキャンディーズ復活を呼びかけるコーナーを設けた。クリスマスイヴの正午から毎年放送されているラジオチャリティー・ミュージックソンで知り合った筑波大学附属盲学校の少年に目をかけていた。
「丸くてほがらか塚越孝、つかでございます」という挨拶は有名で、晩年まで番組の冒頭の「塚越孝、つかでございます」という挨拶を続けた。その日の番組終了時には「今日（今週）もお聴きいただき、ありがとうございました」と御礼を述べ、リスナーをたいへん大事にした。
1997年（平成9年）3月23日、ニッポン放送社屋移転特別番組『有楽町からお台場へ 1242人夢のマイクリレー』では、有楽町の旧本社ビル6階にあったレッドスカイスタジオ（第7スタジオ）からの最後の放送を担当。04年9月6日、台場（フジテレビ本社ビル）から有楽町の新本社ビル（糖業会館・ニッポン放送本社ビル）に再移転した際には、最初の放送を担当した。
2001年（平成13年）9月11日、『西川貴教のallnightnippon SUPER!』放送中に、アメリカ同時多発テロ事件が発生。番組内でニュース速報を担当した。
編成元幹部は、「塚越は朝の番組を持っていて、編成幹部が出勤すると『どうでしたか』と毎朝、必ず聞いていた。実際は聞いていなくても『よかったよ』というと、それだけで喜ぶ。アナウンサーという職は喋りが好きでたまらない人種で、中でも塚越はそういうタイプだったし、かつての”栄光”もあったからフジテレビの仕打ちに耐えきれなかったのかもしれない」と回想している。

### 愛称
愛称は「つかちゃん」であり、多くの聴取者から親しまれた。『くるくるダイヤル ザ・ゴリラ』など夜の番組を担当していた時期はパーソナリティネームを公募して付けてもらい、「塚たんくろう」と称していた。女子中高生ウケする名前を付けようということと、「塚越孝」だと画数が多すぎるからはがきに書く時に書きにくいのではないかということなどがこの理由だった。なお、他に候補には「塚越パセリ」「つかバナナ」があり、これらのマイクネームも試しで使っていたこともあった。

### 交流
石井英夫（産経新聞論説委員）と長年にわたり交流があったほか、幅広いジャンルの著名人と交流があり、ニッポン放送の『玉置宏の笑顔でこんにちは』を長期に亘って担当した玉置宏とは、同じく熱狂的なベイスターズファンにして落語好きであり、玉置シートと呼ばれた横浜スタジアム1塁側ベンチ上の移動席エリアで、仲良く野球観戦をしていた。

### 趣味など
1960年（昭和35年）に大洋ホエールズが優勝したことがきっかけで「ホエールズ子供会」に入会、それ以来の熱狂的な横浜DeNAベイスターズファンであり、草野球チーム「ツカーズ」を結成していた時期もあった。かつて、畑を借りて野菜作りをしていたこともあって、野菜の美味しさに目覚め、毎朝、糠床をかき回して、美味しい糠漬作りに励んだ。
『朝からたいへん！つかちゃんです』放送当時、ゴムバンド健康法や飲尿健康法等を自ら率先して試し、健康には人一倍気を使っていた。

## 受賞
1991年（平成3年）度には『朝からたいへん!つかちゃんでーす』が日本民間放送連盟賞ラジオ生ワイド部門優秀賞、00年度には『塚越孝の土曜ニュースアドベンチャー母の日スペシャル「この母ありてこの子あり〜ツッパリから雑草魂まで」』がラジオ教養部門優秀賞を受賞した。

## つかちゃんのハガキのコーナー
- かつて塚越の担当していた各番組で行われていた名物コーナー。「ハガキ重視」という塚越のポリシーがある。
  - このコーナーを設けていたのは『朝からたいへん!つかちゃんでーす』のほか、『つかちゃんの今日も快調!ほがらか大放送』『塚越孝 朝刊フジ』『塚越孝のおはよう有楽町』の4番組で、実際に設けていた期間は長くない。

## 出演番組
- 塚越孝のオールナイトニッポン（1978年4月 - 1979年3月、木曜2部）
- 大入りダイヤルまだ宵の口（1980年4月 - 1981年10月、金曜担当）
- 塚たんくろうのくるくるダイヤル ザ・ゴリラ（1981年11月 - 1983年4月、月 - 木曜担当）
- 塚たん・奈保子のランナウェイ!サウンドレポート → 塚たん・芳恵のランナウェイ!サウンドレポート（1981年11月 - 1983年4月）
- 塚ちゃんのモアモア歌謡センター（1983年10月 - 1986年3月）
- 塚たんくろうの拝啓!青春諸君
- 朝から音楽めいっぱい!!サンデーモーニングワイド （1980年4月6日 - 1981年11月1日）
- 塚越孝のサンデーベストミュージック
- 塚越孝・ヘレンのサンデー新曲ベストテン （1980年10月12日 - 1981年11月1日）
- 塚越孝の歌謡ヒットダービー
- 宮土理と塚ちゃんのけんこうジョッキー!ホップステップ歌謡曲（1980年10月 - 1986年3月、日曜 17:00〈16:50〉～17:30〈17:20〉）
- 20歳のバースデー・パーティー～薬師丸ひろ子のオールナイトニッポン（1984年6月9日、土曜1部 1:00～3:00、司会進行を担当）
- リクエスト合戦[1]
- 朝からたいへん!つかちゃんでーす（1986年4月 - 1993年4月、月 - 金曜 5:00～7:00 ※1989年4月以降は5:00〜6:30）[1]
- 玉置宏と行くぞ!大洋 もうすでに優勝!?気分 30年のごぶさたでした応援団（1990年5月8日、『玉置宏の笑顔でこんにちは』の共同企画番組、横浜スタジアムより放送）
- つかちゃんの今日も快調!ほがらか大放送（1993年5月 - 1995年3月）
- つかとゆきののおひるはバッカーン（1995年4月 - 1995年9月、アシスタントは雪野智世）
- つかとのりこのおひるはバッカーン（1995年10月 - 1996年9月、「のりこ」は元ニッポン放送アナウンサーの根岸紀子）
- つかちゃん・のりこのGOGO!ヒットパラダイス（1996年10月 - 1997年5月、いずれも月 - 金曜 13:00〜16:00、「のりこ」は元ニッポン放送アナウンサーの根岸紀子）
- ニッポン放送社屋移転特別番組『有楽町からお台場へ 1242人夢のマイクリレー』（1997年3月23日）
- 塚越孝のサタデートークバトル・ザ・グッチーズ（1997年10月 - 1998年3月、土曜 19:00〜21:00、アシスタントは柴田理恵）
- 塚越孝の土曜ニュースアドベンチャー（1998年4月 - 2002年6月、土曜 5:00〜7:00、後継番組は『井筒和幸の土曜ニュースアドベンチャー』）
- 塚越孝 朝刊フジ（2004年8月30日 - 2005年3月25日、月 - 金曜 5:00〜6:00）
- 塚越孝のおはよう有楽町（2005年4月2日 - 2006年9月30日、土曜 5:00〜7:00）
- ミュージックスクランブル（ニッポン放送以外のネット局向け）
- メダマ!?ラジオ（2007年10月、ニッポン放送、マンスリーアナウンサー金曜日担当）

以下はフジテレビ制作の番組
- 世界の常識・非常識!（1990年4月 - 1991年3月、ナレーション） - 当時はニッポン放送に在籍していたが、ナレーションを担当。
- 知的冒険 ハッケン!!（2006年10月7日 - 2007年3月31日、リポーター）[11]
- わかってちょーだい!（ショッピング）
- BSフジNEWS（2008年4月 - 2011年6月、日曜夜担当）
- FNNスーパーニュースWEEKEND（2008年4月 - 2011年6月、日曜日担当ナレーター）

### 死去直前まで出演していた番組
いずれもフジテレビの無料動画サービス見参楽での配信番組で、配信は終了している。
- つか金フライデーDOUGA[12]
- お台場寄席DOUGA[12]
- シルク姉さんの美人学院![13]
- つかちゃんの酔いの口ワイド[5]（結果的に、2012年6月21日収録分が自身最後の出演番組となった）
- シルク姉さんの美人サロン[14]

### 映画
- 『メイン・テーマ』監督・森田芳光、主演・薬師丸ひろ子に出演。

## 著作

### 聞き手、解題担当
- 柳家権太楼、聞き手・塚越孝『権太楼の大落語論』彩流社、2004年6月。ISBN 978-4779111426
- 川柳川柳、解題担当・塚越孝『天下御免の極落語―平成の爆笑王による“ガーコン”的自叙伝』彩流社、2004年6月。ISBN 978-4882028949
- 横澤彪、聞き手・塚越孝『テレビの笑いを変えた男 横澤彪かく語りき』扶桑社、2009年7月。ISBN 978-4594059941

### 共著
- 毒蝮三太夫、塚越孝『まむちゃんつかちゃんの 落語にラジオ』彩流社、2007年8月。ISBN 978-4779112423
- 仲川秀樹、塚越孝『メディアとジャーナリズムの理論 基礎理論から実践的なジャーナリズム論へ』同友館、2011年8月。ISBN 978-4496047824

## CD
- 『お姉さん 美濃部美津子 つかちゃん 塚越孝の 極め付き志ん生』ポニーキャニオン、2004年10月。

## 音楽
- アンアンTEACHER（歌：塚たんくろう（塚越孝）、作詞：伊藤アキラ、作曲：大瀧詠一、編曲：萩原哲晶/歌：塚たんくろう（塚越孝）＆ゴリラ合唱団）
  - 塚ちゃん音頭（作詞：黒木一由、作曲：南こうせつ、編曲：石田かつのり）

塚越が『オールナイトニッポン』木曜2部のパーソナリティを務めていた当時、同じ木曜の1部担当が南こうせつであり、1部終了後にスタジオに入って来て共演していたなどの縁があって生まれたという曲。